# Tulbinger Kogel (Berg)
Der Tulbinger Kogel (auch Tulbingerkogel) ist ein Berg im nördlichen Wienerwald in Niederösterreich.
Er befindet sich südöstlich von Tulbing und südlich von Königstetten und stellt mit 494 m die höchste Erhebung am Übergang ins Tullner Feld dar. Nach dem Tod von Leopold Figl im Jahr 1965 wurde an Stelle einer alten Warte auf dem Gipfel eine nach ihm benannte Leopold-Figl-Warte errichtet und 1967 eröffnet.
Auf der Südseite des Berges befindet sich das Berghotel Tulbingerkogel, von dem der Gipfel in wenigen Gehminuten erreicht werden kann, und das gleichnamige Dorf Tulbingerkogel, das weiter südöstlich liegt, entstand im ausgehenden 19. und beginnenden 20. Jahrhundert.